# VH1 Europe
VH1 Europe war ein europaweiter Ableger des US-Senders VH1. In vielen Ländern Europas, dem Nahen Osten und in Nord- und Südafrika war er im Kabelfernsehen, im Satellitenfernsehen, im DVB-T und via IPTV zu empfangen.
Gestartet war der Sender als europäischer Ableger VH-1 Europe, wobei man komplett das Programm des Senders VH-1 UK & Ireland übernahm. Im Zuge des neuen Logos wurde der Sender 1999 zu VH1 Europe. Im Jahr 2002 wurde der britische, europaweit gesendete Ableger durch einen eigenen europäischen Ableger ersetzt. Seit Ende Mai 2014 sendete VH1 auch mit neuem, internationalen Logo und im 16:9-Format.
Das Programm von VH1 Europe unterschied sich grundsätzlich von der amerikanischen Originalversion. Während diese ausschließlich Reality-Sendungen und keine Musikvideos mehr ausstrahlte, wurden auf VH1 Europe ausschließlich Musikvideos ohne Werbeunterbrechung 24 Stunden am Tag gesendet. Am 2. August 2021 wurde der Sender eingestellt und durch MTV 00s ersetzt.

## Sendungen
- Seit Februar 2008 wurde das Programm von VH1 Europe thematisch unterteilt.

zuletzt aktuelle Sendungen auf VH1 Europe:
- Aerobic
- VH1 Hits
- VH1 Music
- Top 10
- Music For The Masses
- VH1 Pop Chart
- The Album Chart Sho
- Wild 80's
- 90's Revolution
- VH1 Loves
- Guess The Year
- Then And Now
- Cover Power
- Greatest Hits
- VH1 Themed
- VH1 Superchart
- Weekend Special
- Final Countdown
- Before The Weekend
- Boogie Night
- Saturday Night Fever
- Best Of The Week
- 90s vs 80s
- VH1 Rocks
- Smooth Wake Up
- We love the 10's

ehemalige Sendungen von VH1 Europe (aktuell nicht mehr im Programm):
- Flipside
- Chill Out
- So 80s
- Viva La Disco
- Sunday Soul
- VH1 New
- Celebrity Showdown
- VH1 Classic
- Best Of Charts
- Espresso
- VH1 Oldschool
- Beavis & Butt-head
- Popup videos
- Soaps von MTV (lief von 2005 bis 2008 nur von 12 bis 13 Uhr (Hogan Knows Best, Cribs))
- VH1 Jukebox

## Empfang
VH1 Europe war in gesamt Europa, dem Nahen Osten, Südafrika und Teilen von Nordafrika zu empfangen, obwohl er in Warschau produziert wurde und die Sendungen aus London kamen. Es war auf fast jeder digitalen Plattform in Europa erhältlich.
In Italien wurde seit dem 1. Oktober 2007 die pan-europäische Version von VH1 offiziell durch Sky Italias Satelliten-Plattform, als auch auf anderen Plattformen wie Alice Home TV IPTV angeboten.
In Deutschland und Österreich war der Sender per Kabel, Satellit und IPTV empfangbar. Der Anbieter Technisat hat sein bisheriges Paket „MTV Unlimited“, worin auch VH1 Europe enthalten war, zum 30. September 2019 eingestellt. Alternativ war VH1 Europe in Deutschland auch über Diveo zu empfangen. Am 30. November 2019 stellte Diveo jedoch ebenfalls seinen Betrieb ein.
VH1 Export war der technische Name für die Version der verwendeten Europäischen VH1 im Mittleren Osten, Nordafrika und der Levante Gebiete der Verbreitung über Satellit, ausschließlich aus dem Orbit Showtime Pay-TV-Netz. In Afrika (auf DSTV) und in Thailand auf UBC 33. Das Programm war genau das gleiche wie bei VH1 Europe, aber mit lokal angepasster Werbung.

## Senderlogos

Logo von 10. Oktober 1994 bis 1999
Logo von 1999 bis 2003
Logo von 2003 bis Ende Mai 2014
Logo von 2014 bis 2020
Logo von 2020 bis 2. August 2021